# Канцеров, Александр Григорьевич
Александр Григорьевич Канцеров (17 августа 1872, Грозный — 25 мая 1937, Киев) — украинский художник.

## Биография

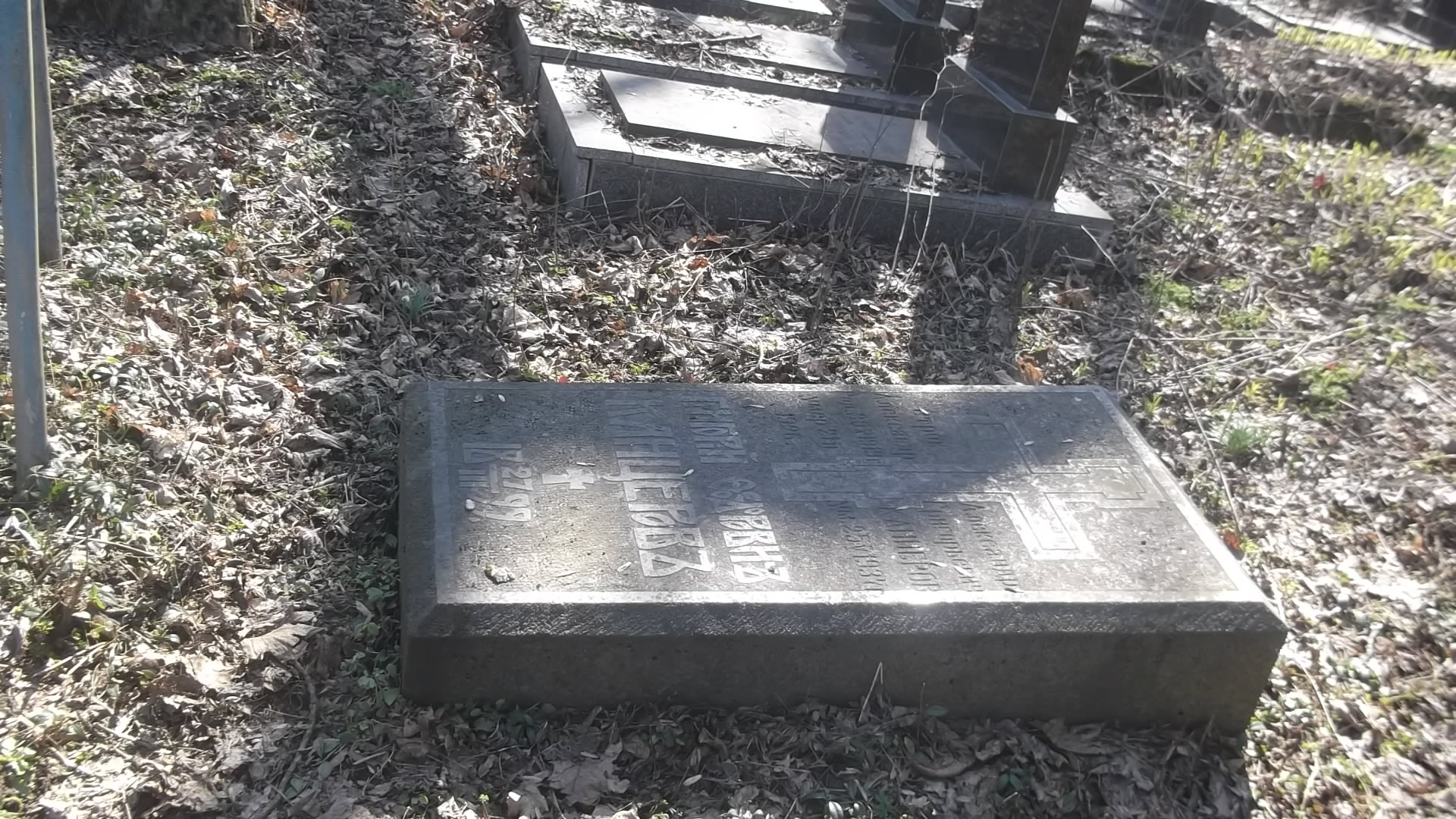
Могила Канцерова

Родился 17 августа 1872 года в городе Грозном, где проходил военную службу его отец, Григорий Федорович Канцеров, потомственный дворянин Волынской губернии. В семье было пятеро детей, среди братьев — Павел Григорьевич Канцеров, впоследствии георгиевский кавалер и генерал-лейтенант Белой армии в Гражданской войне.
В середине 1870-х годов, после выхода в отставку его отца, семья поселилась в Житомире.
В 1890 году окончил Владимирский Киевский кадетский корпус, в 1892 — Павловское военное пехотное училище.
Служил адъютантом в 125-м Курском пехотном полку, дислоцированном в Ровно.
В 1896 году вышел в отставку и занялся живописью.
В 1896—1899 годах жил в Санкт-Петербурге, вольнослушателем посещал занятия Академии художеств. Затем по семейным обстоятельствам вынужден был вернуться в Житомир, однако продолжал посылать работы на петербургские выставки. В 1910—1912 года много путешествовал по России и Европе.
В 1919 году возглавил Житомирский союз художников, в 1920-е годы преподавал живопись в школе и училище.
Умер 25 мая 1937 в Киеве. Похоронен на Вильском (Русском) кладбище в Житомире.

## Творчество
Канцеров известен, главным образом, своей пейзажной живописью, продолжающей традиции Куинджи.

Работы Александра Канцерова
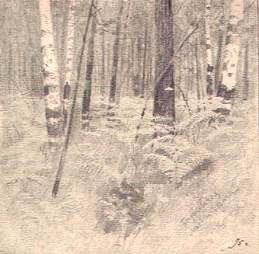
Богдановская лесная дача. 1895 год
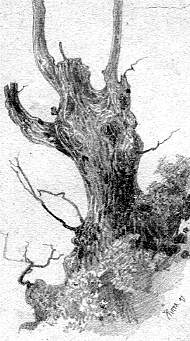
Ялта. 1897 год
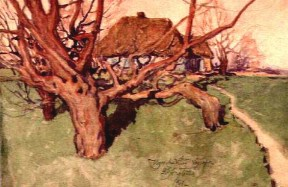
Изюмский хутор. 1901 год
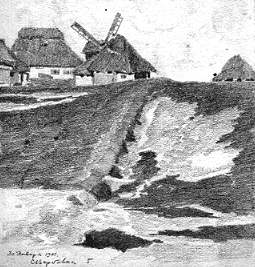
Село Цербовка. 1901 год